# Epilobium obcordatum
Epilobium obcordatum är en dunörtsväxtart som beskrevs av Asa Gray. Epilobium obcordatum ingår i släktet dunörter, och familjen dunörtsväxter. Inga underarter finns listade i Catalogue of Life.

## Bildgalleri

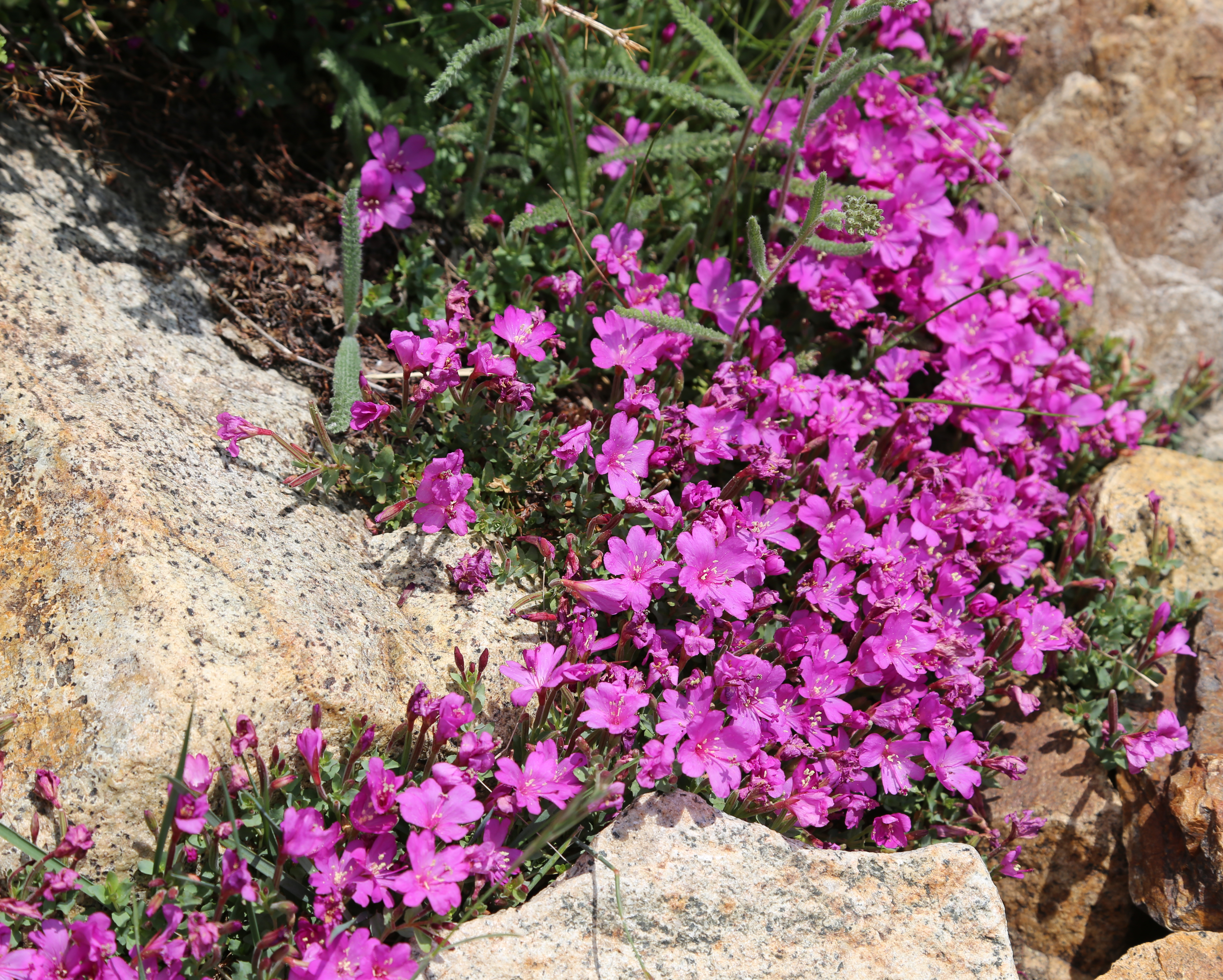
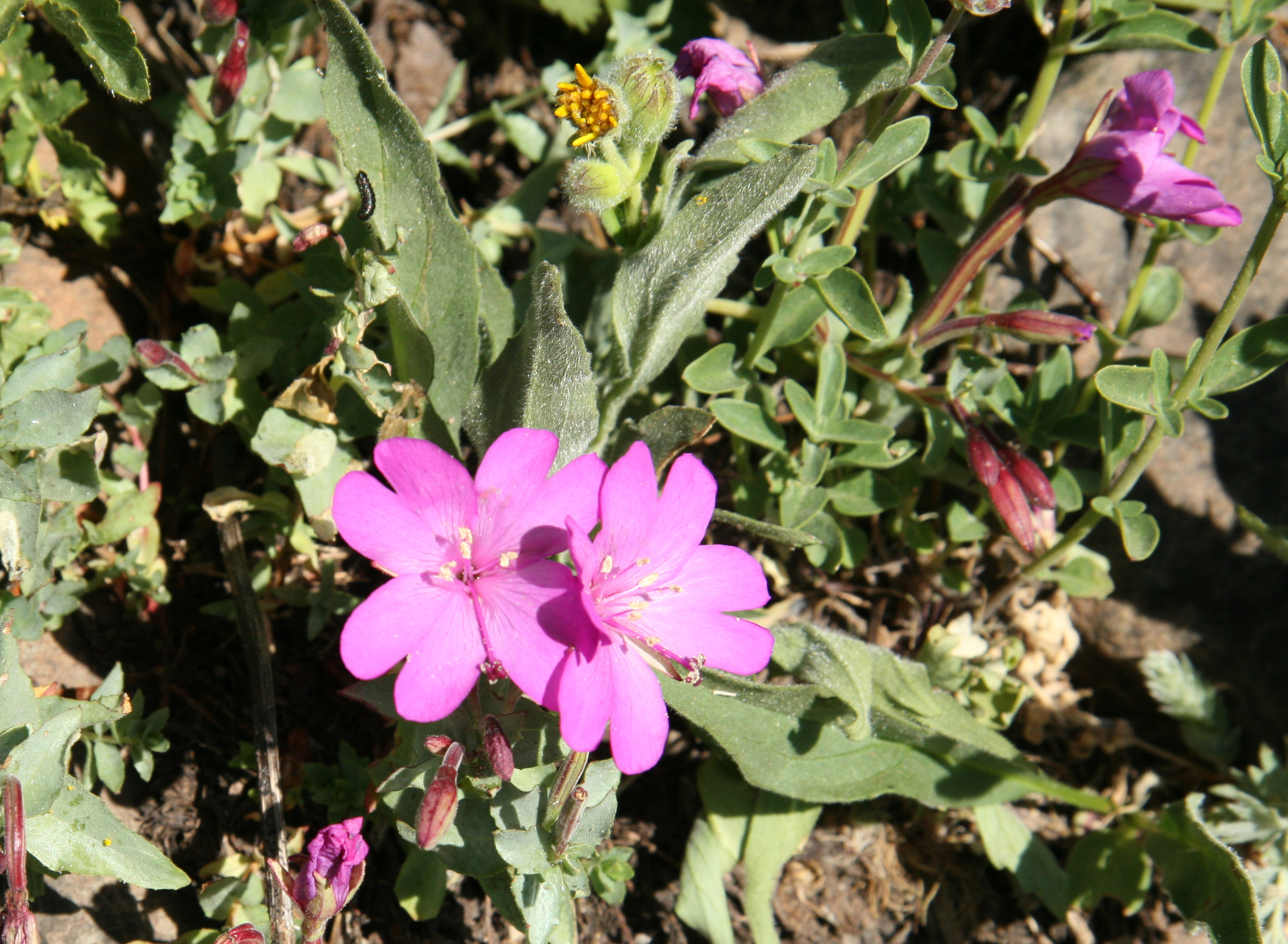
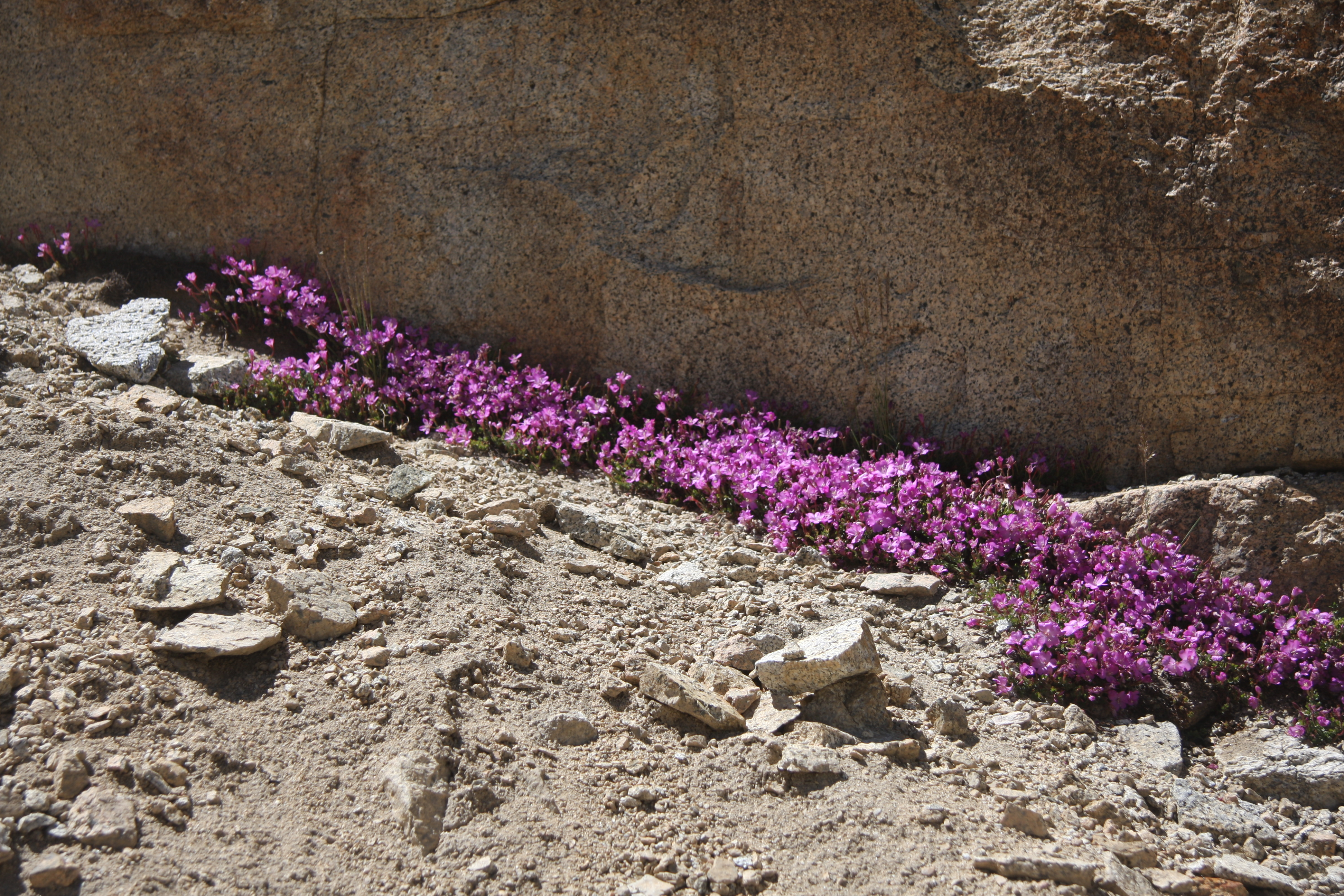
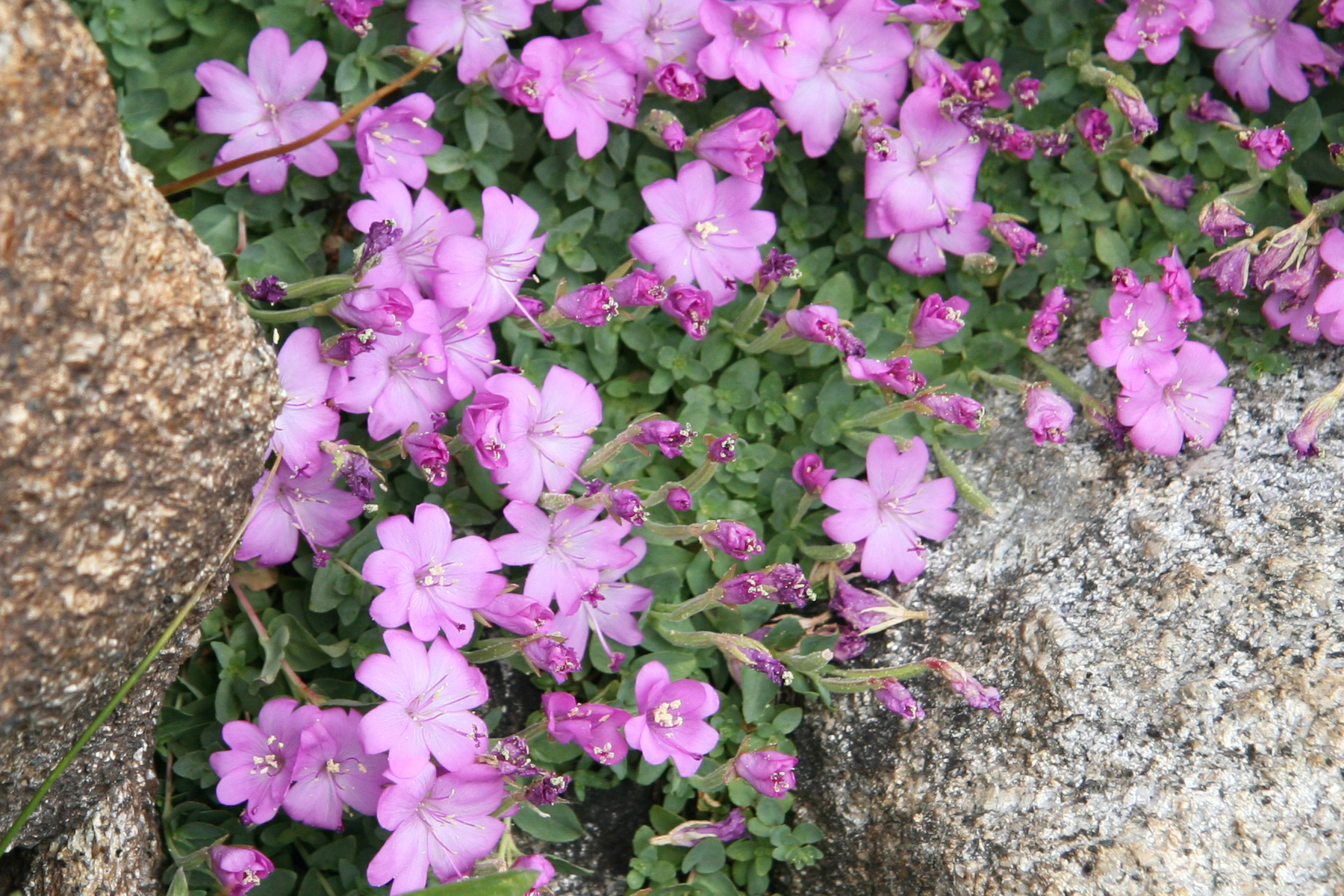